# Université slovaque d'agronomie
L’Université slovaque d'agriculture est une université basée à Nitra proposant des programmes dans six facultés. Son ancien nom est École supérieure d'agriculture de Nitra (Vysoká škola poľnohospodárska v Nitre).

## Facultés
- Faculté d'agrobiologie et de ressources alimentaires
- Faculté de biotechnologie et de sciences alimentaires
- Faculté d'économie et de management
- Faculté technique
- Faculté d'horticulture et d'ingénierie du paysage
- Faculté d'études européennes et de développement régional

## Développement
L'Université slovaque d'agriculture de Nitra a mené neuf projets dans le cadre du programme opérationnel Vyskum a Vyvoj (Recherche et développement) entre 2007 et 2013 pour un montant total de 21,8 millions d'euros.

## Liens externes

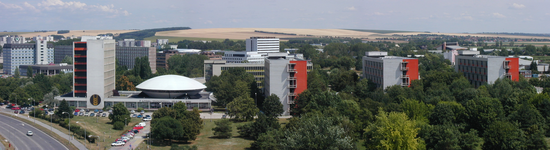
Une vue du campus